# 姫路市立曽左小学校
姫路市立曽左小学校（ひめじしりつ そさしょうがっこう）は、兵庫県姫路市書写にある公立小学校。

## 沿革
- 1856年3月6日 - 咸和学校(東坂本村)、飛文学校(西坂本村)、揚光学校(田井村)設立
- 1858年4月8日 - 三校合併し高基学校創立
- 1870年4月1日 - 書写簡易小学校と改称
- 1875年12月1日 - 組織を尋常小学校に変更、曽左村立書写小学校創立(この日を開校記念日と制定)
- 1883年8月20日 - 書写村字木ノ下の新築校舎に移転
- 1890年4月1日 - 校名を改称し書写尋常高等小学校と改称
- 1923年10月3日 - 曽左村書写字北垣内に校舎を移転
- 1941年4月1日 - 飾磨郡曽左国民学校と改称
- 1954年7月1日 - 姫路市と合併し、姫路市立曽左小学校に改称
- 1979年4月1日 - 姫路市立峰相小学校開校にともない本校区より刀出・刀出栄立・六角が分離

## 校区概要
東洋大学附属姫路中学校・高等学校、兵庫県立大学（旧姫路工業大学）、姫路市立書写中学校、姫路市立書写養護学校

## 交通アクセス
- 姫路駅から神姫バスで約15分。「曽左小学校前」下車、南へ徒歩約1分。

※平日のみ運行、姫路駅北口13番乗り場より発車するSpring-8(播磨科学公園都市)行き。

## 出身者
- 熊野正士（元参議院議員）

## 校区が隣接している学校
- 姫路市立峰相小学校
- 姫路市立白鳥小学校
- 姫路市立高岡西小学校
- 姫路市立安室小学校
- 姫路市立置塩小学校
- 姫路市立菅生小学校